# Jacqueline Logan
Jacqueline Logan (30 de noviembre de 1901 - 4 de abril de 1983) fue una estrella del cine mudo, que se encontraba a bordo del yate de William Randolph Hearst The Oneida en 1924, cuando el director cinematográfico Thomas Harper Ince falleció. La joven actriz estaba contratada en esa época por él. Nació en Corsicana, Texas. Su padre era un notable arquitecto, y su madre fue durante un breve tiempo cantante de ópera.

## Carrera teatral -  incluyendo Broadway
Jacqueline viajó a Colorado Springs por motivos de salud. Mientras se encontraba allí, siguió un curso de periodismo impartido por Ford Frick. Trasladada a Chicago, Logan encontró trabajo como bailarina en una producción teatral. Para conseguir el trabajo mintió sobre su edad y, cuando se descubrió, tuvo que abandonar la representación. 
Dejó Chicago y fue a Nueva York. En esta ciudad se unió a un grupo teatral ambulante, consiguiendo un pequeño papel en Flora Dora, un musical de Broadway representado en 1920. En esa época Florenz Ziegfeld se fijó en ella y la contrató para bailar en su Ziegfeld Roof. Reemplazó a Billie Donovan, que dejaba ese trabajo para actuar en el cine en Hollywood. Además del trabajo con Ziegfeld, Jacqueline posó como una prestigiosa Dobbs Girl en las fotografías de Alfred Cheney Johnston. También trabajó para una comedia de Johnny Hines.

## Cine
Jacqueline consiguió una prueba cinematográfica con el entonces desconocido actor Ben Lyon. Lyon fue el marido de la actriz Bebe Daniels, y llegó a ser una importante figura del cine de la época. Trabajando para Associated Producers, Logan fue escogida junto a Jane Peters, la futura Carole Lombard, para trabajar en la película de 1921 The Perfect Crime. Ese mismo año trabajó con Mabel Normand en Molly O. 
Entre otros papeles importantes que hizo en los años veinte están los de Burning Sands (1922), Sixty Cents an Hour (1923), Java Head (1923), y A Man Must Live (1924). Entre sus compañeros de reparto se incluyen Thomas Meighan, Milton Sills, Ricardo Cortez, Leatrice Joy, Richard Dix, y William Powell. En 1926 Jacqueline rodó Footloose Widow, con Louise Fazenda, y Blood Ship, en 1927 junto a Richard Arlen. Otros de los grandes actores con los que trabajó fueron Lionel Barrymore, John Barrymore, Antonio Moreno, y Lon Chaney, Sr.
Jacqueline fue seleccionada por Cecil B. De Mille para el papel de María Magdalena en el clásico El rey de reyes (1927), en un papel codiciado por muchas actrices de la época. La película rompió el récord de taquilla. Cuando se inició el cine sonoro, la voz de Jacqueline fue grabada para acompañar a su papel en la película muda original. 
Logan, actriz del cine mudo, no tuvo gran éxito con el nuevo medio, el cine sonoro. Rodó un temprano musical, Show of Shows (1929), dentro de un reparto con varias estrellas. A ello siguió su trabajo en algunos de los primeros títulos del sonoro realizados por Columbia Pictures.

## Guionista y directora de cine
Fue a Inglaterra a hacer trabajo teatral, como por ejemplo, Smoky Cell. Este trabajo le reportó buenas críticas. Tras completar el film inglés Middle Watch, Jacqueline fue recompensada con un Command Performance. British International la contrató como guionista y directora. Escribió Knock-Out (1931) y escribió y dirigió Strictly Business (1931). Ambas fueron películas de éxito. 
Desafortunadamente, la nueva guionista y directora encontró poco trabajo tras la cámara a su vuelta a Hollywood. El directivo de Columbia Pictures Harry Cohn, elogió su trabajo, pero no deseaba contratar a una mujer en funciones de dirección. 
Logan se retiró del cine enteramente tras su matrimonio en 1934. Justo antes de ello trabajó en Broadway en obras tales como Merrily We Roll Along y Two Strange Women.

## Últimos años
Tras divorciarse de su marido en 1947, Jacqueline residió en Westchester (Nueva York), hasta finales de los años sesenta. Pasaba los inviernos en Florida, donde visitaba a amistades tales como Lila Lee y Dorothy Dalton, antiguas actrices. El resto del año lo pasaba en Bedford Hills, Nueva York. 
Jacqueline Logan se convirtió en una campeona de las causas políticas conservadoras una vez finalizada su carrera y fue miembro de la John Birch Society. 
Falleció en Melbourne, Florida, el 4 de abril de 1983.